# GPO Film Unit
La GPO Film Unit va ser una subdivisió de la General Post Office del Regne Unit. La unitat es va constituir el 1933, assumint responsabilitats de l'Empire Marketing Board Film Unit. Encapçalada per John Grierson, es va crear la producció de pel·lícules documentals patrocinades relacionades principalment amb les activitats del GPO.
Entre les pel·lícules que va produir hi havia Night Mail (1936) de Harry Watt i Basil Wright, amb música de Benjamin Britten i poesia de WH Auden, que és la més coneguda. Entre els directors que van treballar per a la unitat hi havia Humphrey Jennings, Alberto Cavalcanti, Paul Rotha, Harry Watt, Basil Wright i un jove Norman McLaren. El poeta i memorialista Laurie Lee també va treballar com a guionista a la unitat entre 1939-1940.
El 1940, la GPO Film Unites va convertir en la Crown Film Unit, sota el control del Ministeri d'Informació.
A la tardor de 2008, el British Film Institute va publicar una primera col·lecció de pel·lícules seleccionades de la unitat. Titulada Addressing The Nation, inclou quinze títols dels anys 1933 al 1935, incloent-hi Song of Ceylon. El segon volum, We Live In Two Worlds, es va publicar el febrer de 2009, amb 22 pel·lícules que abasten el període 1936-1938 i inclou Night Mail. Un tercer (i últim) volum, If War Should Come, va aparèixer el juliol del 2009 i inclou London Can Take It!